# جيم هنت
جيم هنت (بالإنجليزية: Jim Hunt)‏ (و. 1937 – م) هو سياسي، من الولايات المتحدة الأمريكية، ولد في ويلسون، كارولاينا الشمالية، هو عضوٌ في الحزب الديمقراطي الأمريكي.

## مناصب
تولى منصب حاكم شمال كارولينا (9 يناير 1993–6 يناير 2001)، ونائب حاكم شمال كارولينا (6 يناير 1973–8 يناير 1977).

## التعليم
تعلم في جامعة شيكاغو، وجامعة ولاية كارولاينا الشمالية.